# Pycnocheiridium mirum
Pycnocheiridium mirum es una especie de arácnido del orden Pseudoscorpionida de la familia Cheiridiidae.

## Distribución geográfica
Se encuentra en el sur de África.